# ألان دوس سانتوس ناتشفيداد
ألان دوس سانتوس ناتشفيداد (20 فبراير 1989 في ريو دي جانيرو في البرازيل – )؛ هو لاعب كرة قدم كان يلعب كمهاجم.

## وصلات خارجية
- ألان دوس سانتوس ناتشفيداد على موقع رابطة كرة القدم اليابانية للمحترفين (اليابانية)
- ألان دوس سانتوس ناتشفيداد على موقع قاعدة بيانات كرة القدم.إي يو (الإنجليزية)
- ألان دوس سانتوس ناتشفيداد على موقع Soccerway.com (الإنجليزية)
- ألان دوس سانتوس ناتشفيداد على موقع عالم كرة القدم.نت (الإنجليزية)